# Tibor Weißenborn
Tibor Weißenborn (ur. 20 marca 1981 w Berlinie Zachodnim) – niemiecki hokeista na trawie, dwukrotny medalista olimpijski.
Występuje w pomocy. W reprezentacji Niemiec debiutował w 1999. Brał udział w trzech igrzyskach (IO 00, IO 04, IO 08), na dwóch zdobywał medale: brąz w 2004 i złoto cztery lata później. W trzech turniejach zdobył jedną bramkę. Z kadrą brał udział m.in. w mistrzostwach świata w 2002 i 2006 (tytuły mistrzowskie) oraz kilku turniejach Champions Trophy. Jest zawodnikiem Rot-Weiß z Kolonii, wcześniej grał m.in. w holenderskim HC Bloemendaal.